# Siedlisko (gromada w powiecie trzcianeckim)
Siedlisko – dawna gromada, czyli najmniejsza jednostka podziału terytorialnego Polskiej Rzeczypospolitej Ludowej w latach 1954–1972.
Gromady, z gromadzkimi radami narodowymi (GRN) jako organami władzy najniższego stopnia na wsi, funkcjonowały od reformy reorganizującej administrację wiejską przeprowadzonej jesienią 1954 do momentu ich zniesienia z dniem 1 stycznia 1973, tym samym wypierając organizację gminną w latach 1954–1972.
Gromadę Siedlisko z siedzibą GRN w Siedlisku utworzono – jako jedną z 8759 gromad na obszarze Polski – w powiecie pilskim w woj. poznańskim, na mocy uchwały nr 38/54 WRN w Poznaniu z dnia 5 października 1954. W skład jednostki weszły obszary dotychczasowych gromad Górnica, Przyłęki, Runowo i Siedlisko ze zniesionej gminy Siedlisko w tymże powiecie. Dla gromady ustalono 19 członków gromadzkiej rady narodowej.
1 stycznia 1958 do gromady Siedlisko włączono miejscowości Biernatowo, Biernatówko, Młynek i Wielicz ze zniesionej gromady Kocień Wielki w tymże powiecie.
1 stycznia 1959 powiat pilski przemianowano na trzcianecki.
Gromada przetrwała do końca 1972 roku, czyli do kolejnej reformy gminnej. 1 stycznia 1973 – tym razem w powiecie trzcianeckim – reaktywowano gminę Siedlisko (zniesioną ponownie 1 stycznia 1977).